# Escuela Nacional de Náutica Manuel Belgrano

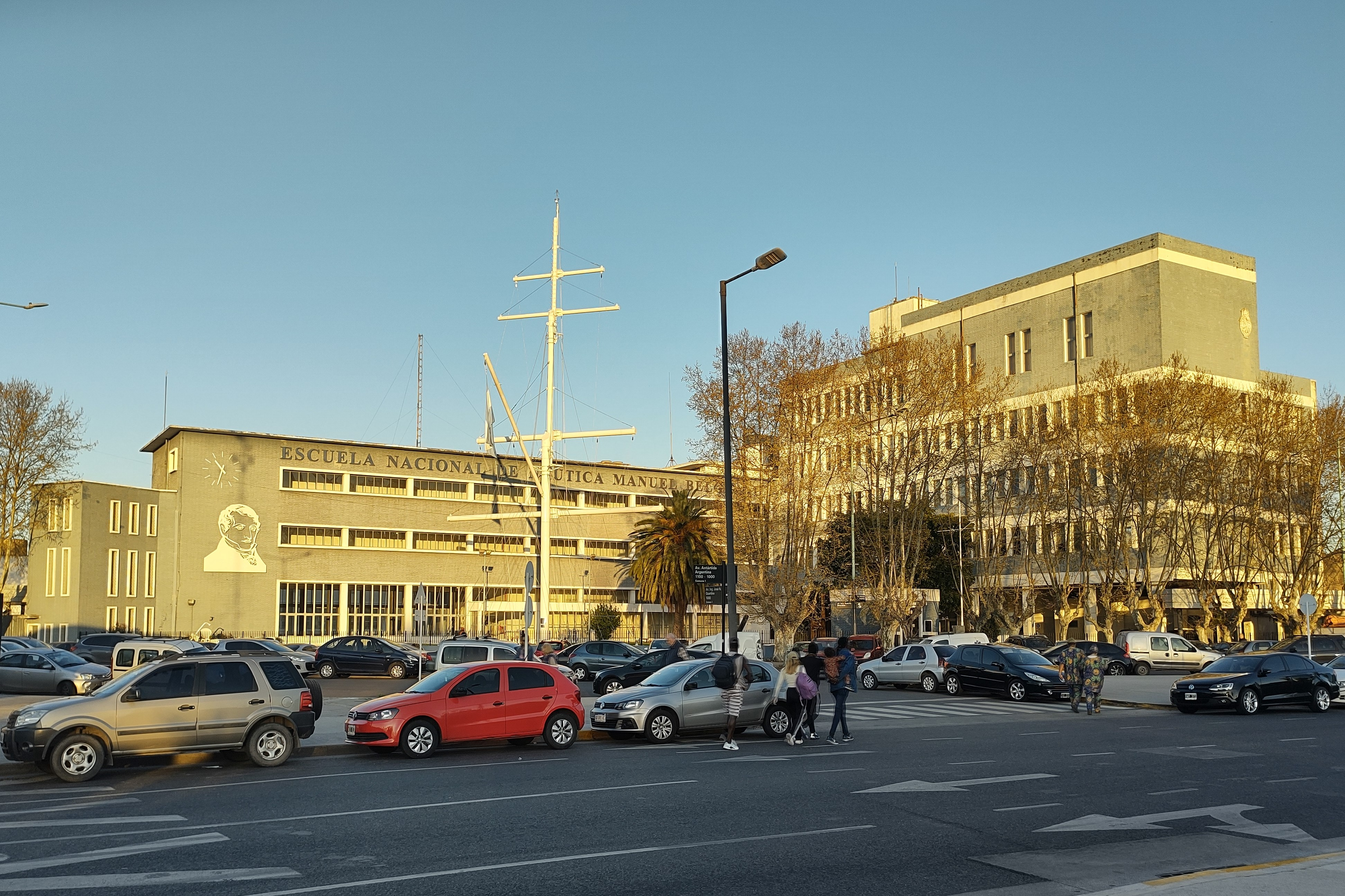
Fachada de la Escuela Nacional de Náutica "Manuel Belgrano".

La Escuela Nacional de Náutica "Manuel Belgrano" (ESNN) es un instituto con sede en Retiro, Ciudad Autónoma de Buenos Aires, y en la órbita de la Dirección General de Educación de la Armada.
La escuela fue fundada el 25 de noviembre de 1799 por Manuel Belgrano, uno de los padres de la Patria y por Ventura Miguel Marcó del Pont, Síndico del Consulado de Comercio. Es una escuela de formación dependiente de la Armada Argentina y la única institución que forma personal superior de la Marina Mercante en la República Argentina, siendo la Escuela de Náutica la encargada de formar Pilotos de Ultramar y Maquinistas Navales, mientras que la Escuela Nacional Fluvial se encarga de formar a los futuros Oficiales Fluviales y Conductores Navales.

## Historia

### La primera Escuela de Náutica
Abrió sus cursos en la sede del Consulado, al igual que la Academia de Dibujo. Mariano Calviño fue designado maestro principal de la escuela y Juan Alsina, segundo. Las materias que serían enseñadas en el instituto se encuentran contenidas en su Reglamento: se trataba de un plan de estudios extenso y basado en conceptos teóricos y prácticos. 
El maestro principal debía enseñar: la Geometría elemental, y práctica; la trigonometría rectilínea, y esférica; la Hidrografía, el Dibujo, y además podrá destinar el tiempo conveniente para enseñar el Álgebra, y su aplicación a la Aritmética, y Geometría: las secciones cónicas; el cálculo diferencial, e integral. Los principios generales de la mecánica, y aplicación de ellos a las máquinas" ( Reglamento para la Escuela de Náutica, cuya redacción se encargó al Secretario del Real Consulado, Manuel Belgrano, en Documentos para la Historia de Manuel Belgrano, tomo I). 
El segundo maestro debía enseñar: la Aritmética, la Cosmografía, la Geografía y descripción del Globo, uso de los Globos; los cuatro términos de la Navegación, y la resolución de sus Problemas, la construcción, y uso de los instrumentos, el modo de llevar el Diario, y la maniobra". Adicionalmente, se detallan todas las actividades que debían ser realizadas fuera de la escuela, es decir, las clases prácticas. Belgrano realizó una defensa del estudio de las matemáticas en su Memoria Consular de 1806. 
'Nada bastó para que la Escuela de Náutica fuera cerrada, ya que por Real Orden de 15 de septiembre de 1806, se manifiesta:'
Así ha resuelto Su Majestad, que lo haga entender a Vuestra Excelencia previniéndole que desaprueba el establecimiento de la referida Escuela y los certámenes expresados, como que todo se ha verificado sin su autoridad legítima y contra su terminante soberana voluntad que siendo el Comandante de Marina de Montevideo (...) a quien corresponda la observancia de los prevenido en estas materias, para tales establecimientos. (...) Y finalmente, que no aprueba Su Majestad el nombramiento de Don Pedro Antonio Cerviño (...) porque para ese empleo (...) deberán elegirse Pilotos de la Armada, que lo deseen supuesta aptitud conveniente". 
En definitiva, Montevideo, principal puesto del Virreinato, estaba en contra del funcionamiento de la escuela, y luchaba fervientemente para su clausura. Por otro lado, Cerviño había desagradado tanto a los miembros consulares como a su majestad, en un discurso realizado en vísperas de la inauguración del instituto. En este discurso, Cerviño había expresado que: 
El comercio que hemos hecho hasta ahora se ha limitado a muy poca cosa, comprar en Cádiz lo más barato posible y vender en América lo más caro posible. (...) estos hombres encaprichados no merecen el nombre de comerciantes.
El cierre de la Academia de Náutica, como también se la llamó, por motivo del mencionado discurso en el que se ponía de manifiesto que la principal traba del comercio era la ignorancia de estos mismos, y por la oposición de Montevideo, ponen de manifiesto las dificultades que tuvo que afrontar el Consulado para desarrollar el comercio. Si la Academia no cerró antes de 1800, fue por la acción enérgica del Secretario en su defensa, y por la desinteresada y noble actitud de Cerviño, ya que a raíz de la guerra, deja de cobrar su sueldo en 1802, por dos años y algunos meses, franqueándole a sus alumnos tanto libros como instrumentos sin recibir ni esperar recompensa alguna. 
Belgrano continuó intentando mantener la Academia, pero sus esfuerzos fueron en vano, puesto que la primera invasión inglesa irrumpió la paz. La escuela ya no reabriría sus puertas.

### La segunda Escuela de Náutica
En mayo de 1818, Antonio Castellini (piloto de altura), solicita autorización al gobierno de Buenos Aires para abrir una Escuela de Náutica, para formar pilotos capaces para conducir una nave a cualquier parte del mundo. Pueyrredón (Director Supremo) autoriza la creación de esa escuela, la que se creó en el Consulado. Abrió sus puertas el 1 de febrero de 1819.

### La actual Escuela Nacional de Náutica "Manuel Belgrano"
La "Escuela Nacional de Pilotos", nació el 12 de julio de 1895, bajo la presidencia del presidente José Evaristo de Uriburu.
El 16 de enero de 1896 el Poder ejecutivo nacional da por aprobado el reglamento y el Plan de Estudios. 
El 19 de marzo de 1896 se inician los cursos en un local provisorio, cedido por Educación.
El 1 de julio de 1900, paso a depender del Ministerio de Marina, comenzando la última etapa histórica de la institución.
El 5 de agosto de 1927 (después de varios asentamientos), se inicia la construcción del edificio, que hasta la década del 2020 permanece. Fue inaugurado el 8 de abril de 1946.